# ブルネシャ
ブルネシャ（アルバニア語:burrnesha）あるいは宣誓処女は純潔を誓い、家父長制のアルバニア社会やコソボ共和国、モンテネグロにおいて男性として生きるために男性の服を着る女性のことである。比較的規模は小さいが、場所によっては、セルビア、ボスニア、ダルマチア（クロアチア）、北マケドニアを含む、西バルカン半島にも存在している。『ナショナル・ジオグラフィック』のテレビシリーズである『タブー』(2002) では、現在残っているブルネシャは120人以下だと推定している。

## 術語
ブルネシャは「宣誓処女」と訳されることもある。モンテネグロ語でVirdžina、アルバニア語でburruneshaあるいはvajzë e betuarという。しかし自分の子供がまだ幼い時に親が子供をブルネシャにするのを決心する時に使われるのが今日最も一般的である。またこの「処女」という意味はアルバニア語ではvirgjineshë、virgjereshë、verginesa、virgjin、vergjineshaなど様々な言い方があり、セルビア語では sadik（正直な、正しい）などの意味を持つ。ボスニア語では ostajnica（とどまっている女性）、tobelija（誓いによって縛られる）の意味を持つ。

## 起源
アルバニアの宣誓処女の伝統は「教令」(Kanun：カヌン) から発展した。カヌンはレケ・ドゥカジニの法典によって作られ、15世紀から20世紀までにかけてアルバニア北部とコソボで主に使われた一連の規範と法律である。カヌンはアルバニア正教会、カトリック教徒、イスラム教徒を含む多くの宗派がそれに倣っており、宗教文書ではない。

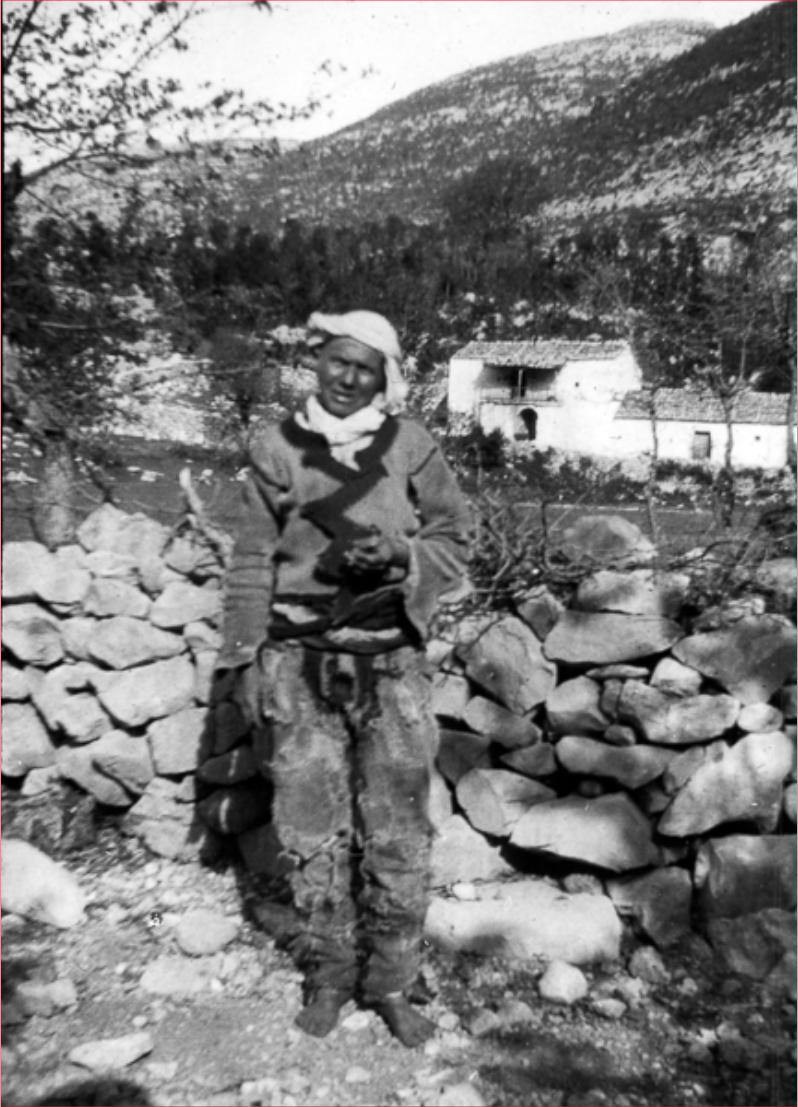
イーディス・ダーラムが撮影した、20世紀初頭オスマン帝国の統治下のアルバニア、ホティ、ラプシャの宣誓処女

教令は家族は父系であること（ここでいう父系は財産は家族の男性陣を通して受け継がれることを意味する）また、父方居住であること（結婚する上で女性が男性家族の一員として移動すること）を指示している。女性は家族の所有物として扱われ、教令の下では女性は多くの権利を奪われる。彼女らは喫煙ができず、腕時計をつけられず、地方選挙で投票することができない。また、土地を買えず、彼女らが就くことが許されない仕事がたくさんある。彼女らは入ることができない施設もある。
これらの宣誓処女の習慣は宣教師、旅行者、地理学者、人類学者によって報告された。彼らは19世紀から20世紀初頭における北アルバニアの山々を訪れた。そのうちの一人がイーディス・ダーラムであり、右の写真を撮った人物である。

## ブルネシャとは
人は個人の願望から、または親を満足させるために年齢を問わず宣誓処女になることができる。独身生活や宣誓処女としての役割を受け入れるために12人の村や部族の年長者の前で取り消せない誓いを断言することによって成立する。その後、男性として生き、他の人々は男性としてブルネシャの人々に接し、必ず常にというわけではないが概ね、男性の代名詞を使用してブルネシャの人々に接したり、他の人に話したりする。宣誓処女らは男性の服装を着たり、男性の名前を使ったり、銃を使ったり、タバコを吸う、アルコールを飲むなどして、男性の地位についたり、姉妹や母親と暮らして家族の大黒柱になったり、男性と共に座って打ち解けて話をしたり、音楽を演奏して歌ったり、座って男性と親しく話したりすることも許された。
マリーナ・ワーナーによると、宣誓処女の「真の性別は、その場に彼女がいるかどうかを問わず口にされることはなく、これに違反すると死罪に値した」。同様な習慣は南北アメリカの先住民の社会で存在していたこともあった。
この誓いを破るとかつては死刑に値されていたが、この罰がいまだに実行されているかは疑わしい。共同体が誓いを破ったとして宣誓処女を排除するかもしれないため、今日多くの宣誓処女はいまだに誓いを破ることを拒んでいる。しかし、誓いを立てる理由や動機、家族への義務がなくなった場合、誓いを破ることができる場合がある。

## 動機
これは女性が自らの家族の財産を受け継ぐための唯一の方法であり、これは血の争い（ジャクマリャ）が多くのアルバニア人の死をもたらし、多くの家族に男性相続人がいない社会においてとりわけ重要なことであった。しかし人類学者のミルドレット・ディックマンはこの動機に疑義を呈し、子供を産んでいない女性はその女性の後に相続する相続人がいないこと、また一部の家族では一人ではなく数人の娘が宣誓処女になったこと、その娘たちの後に生まれた兄弟の誕生によって宣誓処女の男性的役割が終わることはなかったことを指摘している。
さらに、マリナ・ワーナーによれば子供は既に存在している争いを「続ける」ことを求められていたかもしれない、という。宣誓処女は「宣誓処女の家族を男性として護るための変装した戦士だった」。もし宣誓処女が二族間の血の争いによって亡くなったら、その死は血の値を計算する際に女性としての半分の命としてでなく、1人分の命として数えられた。
また、多くの女性が隔離され、性差別を受けた父系文化で利用可能であったよりもはるかに多くの自由を与えたという理由だけで宣誓処女になることを選択した可能性がある。結婚前は純潔で結婚後は忠実である必要があり、幼少時に婚約し、合意なしの取引によって結婚し、継続的に出産をし、子供を育てることは身体的に骨の折れる労力であり、常に男性、特に夫と父親に従い、暴力を受け入れるしかなかった。
ディッケマンは母親が子供たちに宣誓処女になるよう説得するのに重要な役割を果たしたかもしれないと示唆している。息子のいない寡婦は伝統的にアルバニアにおいて選択権がほとんどなかった。と言うのも彼女は生まれた家族のもとに戻ったり、なくなった夫の家族の使用人としてとどまったり再婚したりすることができた。もし息子や代理の息子がいたら、彼女は子どもと共に成人期を過ごした家で暮らすことができた。マレーはルネ・グリモーによって録音された証言をこう引用している。「もしあなたが結婚していたなら私は一人になるだろうが、もしあなたが私と共にいるなら私は息子を持つでしょう」この言葉を聞いて、娘は 「刺繍を投げ捨てて」、男性になった。

## 習慣の広がり
サード・ジェンダーは世界のさまざまな地域に見られるが、ヨーロッパではほとんど残存しておらず、アルバニアのブルネシャが唯一の例ではないかと言われている。この習慣はダルマチアやボスニアではなくなったが、いまだに北アルバニアと小規模ではあるが北マケドニアで行われている。
アルバニア社会主義人民共和国は女性がブルネシャになることを奨励していなかった。女性は法的な権利を獲得し始め、特に中部と南部の地域では社会的地位が平等な状態に近くなった。そのため伝統的な家父長制を保っているのは北の地域だけである。最近は40人から数百人の宣誓処女がアルバニアに残っており、少数が近隣の国に残っている。宣誓処女の多くは50歳を超えている。かつてブルネシャはアルバニアの50年にわたる共産主義体制によって絶滅したと信じられていたが、最近の研究ではそうではないかもしれないことを示唆している。代わりに共産主義政権の崩壊に続く争いが増えたことでこの習慣の再興が助長されたのだろう。

## 作品への登場
Virdžina (1991)というこの古い習慣を基にしたユーゴスラビアの映画がSrđan Karanovićによって監督された。
「The Albanian Virgin」(1994)というアリス・マンローによる短編小説が雑誌『ザ・ニューヨーカー』で最初に公開された。これはアルバニア人に人質にされている英国人女性が強制結婚を避けるために宣誓処女になると誓う話である。
イタリアの監督であるラウラ・ビスプリのデビュー作、 『処女の誓い』 (2015) はイタリアの女優アルバ・ロルヴァケルが演じるハナの生涯を描写した作品である。この映画はアルバニアの作家、エルヴィラ・ドネスによって描かれた同じ名前の小説に基づいている。
アメリカの作家のクリストファー・デュークスの最初の小説、The Sworn Virgin (2017) は1910年、アルバニアの山々の中で伝統に従わない若い女性を描いた作品である。この女性の父親が家族間の争いのために銃撃され、女性が見合い結婚を避けるために誓いを立てる物語である。